# Truro, Iowa
Truro là một thành phố thuộc quận Madison, tiểu bang Iowa, Hoa Kỳ. Năm 2010, dân số của thành phố này là 485 người.

## Dân số
Dân số qua các năm:
- Năm 2000: 427 người.
- Năm 2010: 485 người.